# Puerto Nariño
Puerto Nariño är en ort i kommunen med samma namn i södra Colombia. Den är den näst största orten i departementet Amazonas och hade 1 922 invånare år 2008.